# Hobson City
Hobson City est une ville du comté de Calhoun, en Alabama, aux États-Unis,. Elle est située au sud de la ville d'Anniston. Fondée en juillet 1899, c'est la première ville en Alabama et la seconde ville des  États-Unis à être gouvernée par un conseil entièrement Afro-Américain,. La ville est initialement le quartier Mooree et fait partie d'Oxford. Lorsqu'elle est créé, en 1899, elle est baptisée Hobson City, à la mémoire de Richmond Pearson Hobson (en), officier de la  marine de guerre des États-Unis, héros de la guerre hispano-américaine.
Hobson City est incorporée le 16 août 1899. 
En 2010, Hobson City est déclarée, par la commission historique de l'Alabama, « site en danger ».

## Démographie
| Groupe            | Hobson City | Alabama | États-Unis |
| ----------------- | ----------- | ------- | ---------- |
| Afro-Américains   | 85,9        | 26,2    | 12,6       |
| Blancs            | 12,6        | 68,5    | 72,4       |
| Métis             | 0,8         | 1,5     | 2,9        |
| Autres            | 0,4         | 2,2     | 7,3        |
| Asiatiques        | 0,4         | 1,1     | 4,8        |
| Total             | 100         | 100     | 100        |
|                   |             |         |            |
| Latino-Américains | 1,3         | 3,9     | 16,7       |

Selon l'American Community Survey, pour la période 2011-2015, 99,79 % de la population âgée de plus de 5 ans déclare parler l'anglais à la maison et 0,21 % déclare parler l'espagnol.
| 1900 | 1910 | 1920 | 1930 | 1940 | 1950 | 1960 | 1970  |
| ---- | ---- | ---- | ---- | ---- | ---- | ---- | ----- |
| 292  | 344  | 371  | 404  | 508  | 672  | 770  | 1 124 |

| 1980  | 1990 | 2000 | 2010 | - | - | - | - |
| ----- | ---- | ---- | ---- | - | - | - | - |
| 1 268 | 794  | 878  | 771  | - | - | - | - |

## Personnalités
- Bobby E. Wright (1934-1982) psychologue clinicien américain, est né à Hobson City.